# Maigret macht Ferien
Maigret macht Ferien (französisch Les Vacances de Maigret) ist ein Kriminalroman des belgischen Schriftstellers Georges Simenon. Er ist der 28. Roman einer Reihe von insgesamt 75 Romanen und 28 Erzählungen um den Kriminalkommissar Maigret. Der Roman entstand vom 11. bis 20. November 1947 in Tucson, Arizona und wurde im Folgejahr beim Verlag Presses de la Cité veröffentlicht. Die erste deutsche Übersetzung Maigret nimmt Urlaub von Jean Raimond erschien 1956 bei Kiepenheuer & Witsch. Im Jahr 1985 publizierte der Diogenes Verlag eine Neuübersetzung von Markus Jakob unter dem Titel Maigret macht Ferien.
Maigret macht Ferien an der französischen Atlantikküste. Als seine Frau erkrankt und in die Klinik eingeliefert wird, erfährt Maigret vom Tod einer Mitpatientin, einer jungen Frau, die während der Fahrt aus dem Auto ihres Schwagers fiel und an den Verletzungen starb. Dieser ist einer der wohlhabendsten und einflussreichsten Bürger der Stadt, und er ist besessen von der Liebe zu seiner Frau, die er hütet wie einen Schatz. Um zu beweisen, dass er nichts zu verbergen hat, lädt er den Kommissar in seine Villa ein.

## Inhalt

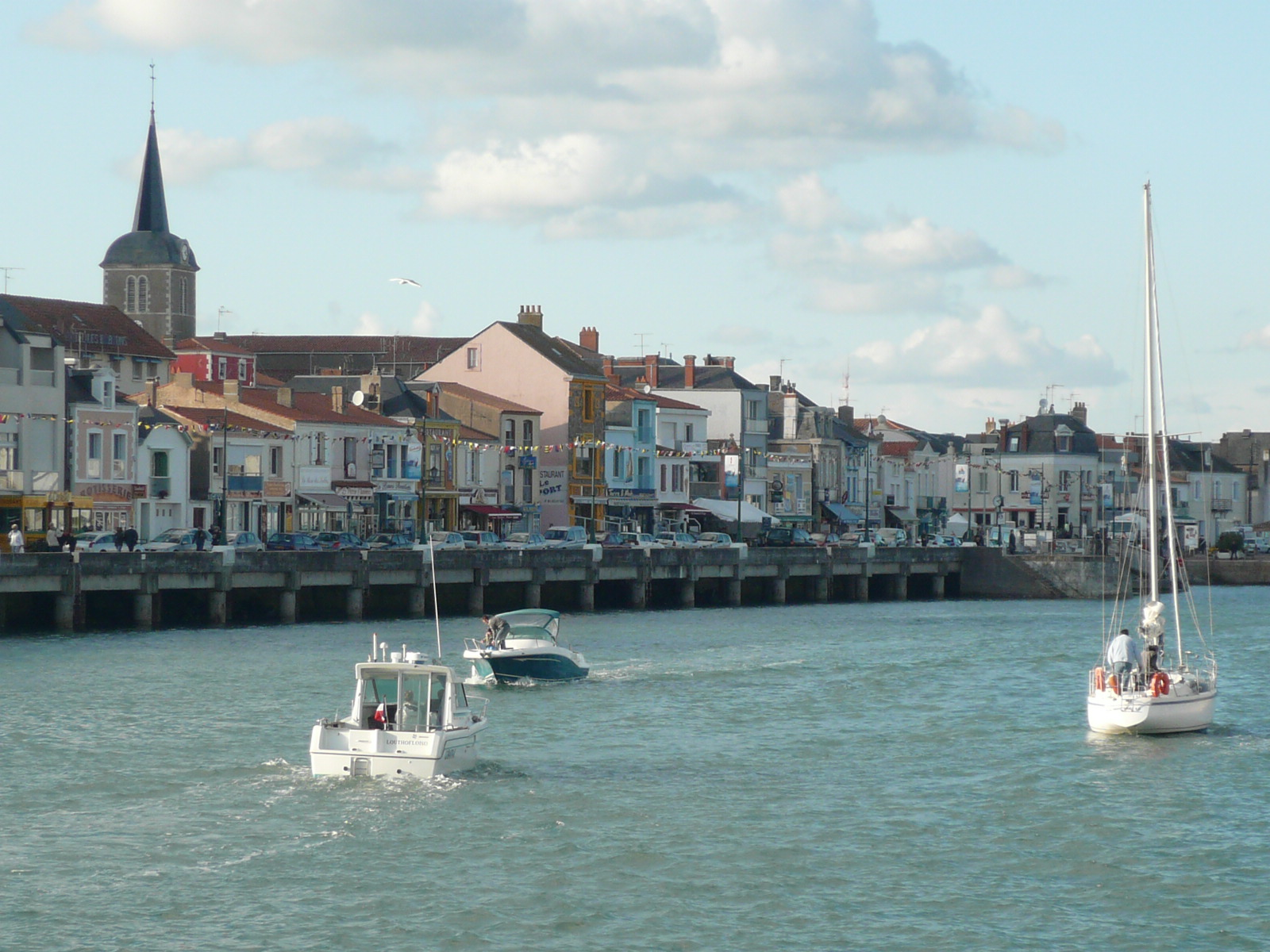
Blick auf Les Sables-d’Olonne

Maigret verreist im August mit seiner Frau nach Les Sables-d’Olonne, um endlich einmal Ferien zu machen. Doch die Urlaubsstimmung wird bereits am zweiten Tag durch eine akute Blinddarmentzündung Madame Maigrets getrübt. Ihr Mann besucht sie täglich in der Klinik, weiß aber sonst wenig mit seiner freien Zeit anzufangen außer dem Rundgang durch die Kneipen des Ortes. Nach einem Besuch in der Klinik findet er in seiner Jackentasche einen Zettel vor: „Haben Sie bitte Erbarmen und suchen Sie die Patientin in Zimmer 15 auf.“ Als Maigret am nächsten Morgen wiederkehrt, ist eben jene Patientin, die 19-jährige Lili Godreau, an den Verletzungen gestorben, die sie sich bei einem Sturz aus dem fahrenden Wagen ihres Schwagers zugezogen hat. Zwar erfährt Maigret, dass ihm der Zettel von Schwester Marie des Anges zugesteckt worden ist. Aber die Ordensregeln untersagen ihm ein Gespräch mit der jungen Krankenschwester, und im Urlaub hat er keine Dienstbefugnisse.
Den Schwager der Toten hat er allerdings bereits kennengelernt. Es ist der bekannte Neurologe Philippe Bellamy, der jeden Nachmittag in der Brasserie de Remblai mit den Honoratioren des Ortes, unter ihnen auch dem Polizeichef Mansuy, eine Partie Bridge spielt. Mehr als dem Spiel gilt Bellamys Leidenschaft seiner Frau Odette, die im Ruf steht, eine große Schönheit zu sein, ohne dass sie oft zu sehen wäre. Gerüchten zufolge wird sie von ihrem Mann und seiner Mutter eifersüchtig gehütet und überwacht. Als Bellamy das Interesse des Pariser Kommissars bemerkt, lädt er Maigret in seine Villa ein, um sich von seiner Unschuld am Unfall seiner Schwägerin zu überzeugen. Einen Blick auf Odette kann Maigret dort allerdings nicht erhaschen. Angeblich ist sie krank und erscheint auch nicht zur Beerdigung ihrer Schwester. Dafür rennt ein vierzehnjähriges Mädchen aus dem Haus, das so gar nicht in das Milieu Bellamys zu passen scheint und dessen Anwesenheit dem Arzt sichtliches Unbehagen bereitet.
Den ganzen Abend hindurch bemüht sich Maigret vergeblich, die Identität des Mädchens aufzudecken, doch als er am nächsten Morgen ihren Namen –  Lucile Duffieux – erfährt, ist es durch einen Anruf Mansuys: das Mädchen ist in der Nacht erdrosselt worden. Der Kummer der Familie Duffieux ist umso größer, als gerade erst der 19-jährige Bruder Émile durchgebrannt ist, um sein Glück als Journalist in Paris zu suchen. Merkwürdig ist, dass er zwar von dort eine Ansichtskarte geschickt hat, jedoch ohne dass jemand seine Abfahrt beobachten konnte. Zudem kaufte er nicht nur eine, sondern gleich zwei Fahrkarten nach Paris. Nachdem sich Maigret bereits den Tod Luciles selbst zuschreibt, fürchtet er, dass es noch mindestens ein weiteres Opfer geben wird, und er durchkämmt systematisch Bellamys Viertel nach Zeugen, die Odette alleine außerhalb ihres Hauses gesehen haben. Es stellt sich heraus, dass diese lediglich ein- bis zweimal wöchentlich ausging, und zwar stets zu ihrer Schneiderin Olga. Allerdings handelte es sich nicht bloß um Anproben, wie Maigret von Olga, einer alten Freundin Odettes, erfährt. Tatsächlich traf Odette unter dem Dach ihrer Freundin bereits seit einigen Monaten heimlich ihren Geliebten Émile Duffieux. Olga weiß auch um Odettes Pläne, aus ihrem goldenen Käfig auszubrechen und mit dem jungen Émile nach Paris durchzubrennen.
Abermals sucht Maigret Bellamy auf, der gesteht, dass er Émile am Abend der geplanten Flucht auflauerte und ihn erstach. Lili hatte Einzelheiten der Tat mitbekommen, doch sie begriff die Zusammenhänge erst, als sie zufällig in Bellamys Handschuhfach die versteckte Tatwaffe, dessen silbernes Messer, entdeckte. Im Schock öffnete sie die Tür des fahrenden Wagens und stürzte tatsächlich ohne das Zutun ihres Schwagers auf die Straße. Doch auch nach ihrem Tod gab es zu viele Mitwisser, die Bellamy belasten konnten. Odette steht seit der Tat unter Schlafmitteln, Lucile wusste vom Verhältnis ihres Bruders mit Odette, und Bellamys Schwiegermutter warf in Paris die Ansichtskarte ein, die Émile auf Anweisung Bellamys noch vor seinem Tod schreiben musste. Nachdem er Émiles Schwester getötet hat, um seine Verhaftung hinauszuzögern, ist Bellamy des weiteren Mordens müde, und er stellt sich nach dem Gespräch mit Maigret dem Untersuchungsrichter. Maigret fällt die Aufgabe zu, die schlafende Odette über die Taten ihres Mannes aufzuklären.

## Interpretation
Für Tilman Spreckelsen bezieht Maigret macht Ferien seine Spannung aus den Gegensätzen des Schauplatzes Les Sables-d’Olonne, der „Kleinstadt und mondäner Ferienort in einem“ sei. An der Oberfläche herrsche Sonnenschein und Urlaubsstimmung, darunter verbergen sich die Abgründe der Provinz und eine verschworene Clique lokaler Honoratioren. So liegt für Ulrich Schulz-Buschhaus in einem Roman, wo der Täter von Beginn an der einzige Verdächtige sei, Maigrets Aufgabe auch vor allem darin, die Verschwörung der großbürgerlichen „Kaste“ und ihren solidarischen Schutz gegenüber dem Täter aus den eigenen Reihen zu brechen, um den kleinen Leuten zur Gerechtigkeit zu verhelfen, was ein typisches Motiv der Maigret-Serie sei. Dabei schließe nach der Überführung des Arztes das Mitgefühl und Verständnis auch den „zuvor gänzlich widerwärtigen“ Täter ein. Die berühmte Methode Maigrets zeigt sich für Josef Quack darin, wie es dem Kommissar gelingt, sich in vollkommen fremde Milieus einzufühlen, einerseits die von Ordensschwestern rigide geführte Klinik, anderseits die Privatsphäre des hochmütigen Arztes, bis er die Menschen dort zu verstehen gelernt hat. Dabei wird Maigrets Methode an einer Stelle des Romans mit der Lebensphilosophie Henri Bergsons verglichen, allerdings ohne dass der Kommissar diesem Vergleich viel abgewinnen kann.
Die Beziehung zwischen Kommissar und Arzt ist laut Dominique Meyer-Bolzinger den ganzen Roman hindurch von gegenseitiger Anziehung gekennzeichnet, was schon dessen Name „Bellamy“ (guter Freund) ausdrücke. So heißt es an einer Stelle, dass Maigret um seinen Gegenspieler „herumschlich, wie ein Schulbub den Liebling der Klasse umschleicht.“ Der angesehene Arzt weckt in Maigret Erinnerungen an die eigene Jugend und das abgebrochene Medizinstudium. In der Beziehung der beiden vertauschen sich die Rollen, und es ist über weite Strecken hin der Arzt, der die Initiative ergreift und dieselben Fragen an den Kommissar richtet, mit denen dieser gewöhnlich seine Verhöre bestreitet. Durch die Tat Bellamys erweist sich die Freundschaft zwischen Arzt und Kommissar letztlich als unmöglich. Dennoch zeigt Maigret laut Patrick Marnham Verständnis für die übersteigerte Eifersucht Bellamys, der am Ende nur noch tötet, um ein wenig mehr Zeit mit seiner Frau zu gewinnen, bevor er schließlich doch verhaftet wird. Bellamy erinnert dabei an einen anderen Arzt, den Dr. Alavoine aus dem ein knappes Jahr zuvor verfassten Non-Maigret-Roman Brief an meinen Richter, dessen Eifersucht ebenfalls im Mord mündet. Dem überführten Mörder, obwohl moralisch geschlagen, bleibt ein großer Abgang, in dem er sich von den Dingen seines Lebens verabschiedet, so dass sich Thomas Narcejac an den Schmerz eines Soldaten erinnert fühlt, der seine Familie verlässt, um in den Krieg zu ziehen.

## Hintergrund
Maigret macht Ferien war nach Maigret in New York der zweite Maigret-Roman, den Simenon auf dem amerikanischen Kontinent schrieb. Während der erste noch von den Eindrücken seiner Ankunft in Amerika geprägt war, führte der Handlungsort von Maigret macht Ferien wieder zurück nach Europa. Das Département Vendée war Simenon bereits aus den Vorkriegsjahren vertraut und ist Schauplatz vieler seiner Romane. Während des Zweiten Weltkriegs lebte er hauptsächlich in der Gegend um La Rochelle. Von September 1944 bis April 1945 verbrachte er acht Monate in Les Sables-d’Olonne, unter anderem in Form eines Hausarrests, unter den er nach der Befreiung Frankreichs wegen des später entkräfteten Verdachts auf Kollaboration gestellt wurde. Viele Örtlichkeiten in Maigret macht Ferien verweisen auf reale Vorbilder in der Stadt. So war Simenon selbst Patient in der örtlichen Klinik, dem Hôpital des Sables. Bis heute ist Simenon in der Gegend populär, und rund um Les Sables-d’Olonne findet seit 1999 alljährlich ein Festival Simenon statt.

## Rezeption
Die Zeitschrift Punch wertete die gemeinsame englische Ausgabe von Maigret macht Ferien und Maigret contra Picpus als „besonders gutes Paar“. The Illustrated London News beschrieb den Roman als „ein Maigret-Duell, das fast völlig offen und ohne jede Verbitterung ausgetragen wird“. Kirkus Reviews urteilte, Maigret macht Ferien sei „kompakt“ und führte aus: „Der große Mann aus Paris hört sich viele Geschichten an, sucht nach Verbindungen zu einem anderen Toten und erhält ein Geständnis, das einen unerwarteten Fall auflöst.“
Die Romanvorlage wurde dreimal im Rahmen der TV-Serie Maigret mit Rupert Davies (1961), Les Enquêtes du commissaire Maigret mit Jean Richard (1971) und Maigret mit Bruno Cremer (1994) verfilmt. Im Jahr 1958 produzierte der Sender Freies Berlin eine Hörspielumsetzung unter dem Titel Maigret nimmt Urlaub. Unter der Regie von Hans Drechsel sprachen unter anderem Tobias Pagel als Erzähler, Hans Hessling als Maigret, und Alexander Kerst als Doktor Berousse.

## Ausgaben
- Georges Simenon: Les Vacances de Maigret. Presses de la Cité, Paris 1948 (Erstausgabe).
- Georges Simenon: Maigret nimmt Urlaub. Übersetzung: Jean Raimond. Kiepenheuer & Witsch, Köln 1957.
- Georges Simenon: Maigret nimmt Urlaub. Übersetzung: Jean Raimond. Heyne, München 1968.
- Georges Simenon: Maigret macht Ferien. Übersetzung: Markus Jakob. Diogenes, Zürich 1987, ISBN 3-257-21485-5.
- Georges Simenon: Maigret macht Ferien. Sämtliche Maigret-Romane in 75 Bänden, Band 28. Übersetzung: Markus Jakob. Diogenes, Zürich 2008, ISBN 978-3-257-23828-0.